# Selaginella parviarticulata
Selaginella parviarticulata là một loài dương xỉ trong họ Selaginellaceae. Loài này được Buck mô tả khoa học đầu tiên năm 1986.